# جورج جوزيف (أستاذ جامعي)
جورج جوزيف (بالألمانية: Georg Gottlob)‏ هو عالم حاسوب نمساوي، ولد في 1956 في فيينا في النمسا.